# Малов, Александр Константинович
Александр Константинович Малов (1860 или 1861, Красноуфимск — 1909, Ялта) — русский художник, театральный декоратор, организатор художественно-ремесленного образования в Туле.

## Биография
Родился в Красноуфимске в семье бедного служащего в 1860 или 1861 году.
С 1879 года учился в классе архитектурно-декоративной живописи Санкт-Петербургской Академии художеств. Получил медали: в 1888 году — малую поощрительную; в 1891 — 1 серебряную. В 1884 году окончил курс; в 1891 году получил звание классного художника 3-й степени. Работал помощником декоратора при дирекции императорских театров (1892—1897). 
С 1888 года был женат на актрисе Анне Александровне Пасхаловой (княжне Чегодаевой). А. С. Суворин так описывал взаимоотношения супругов в дневнике от 1 мая 1896 года: «С. И. Смирнова рассказывала вчера, что Малов, муж Пасхаловой, опять её бил головой об стену, ни за что, ни про что, ревнуя её. Горничная вступилась и отняла свою госпожу. Хорошо быть актрисой, имея такого ревнивого и сумасшедшего супруга. Вероятно, он убьёт её когда-нибудь».
В конце 1890-х гг. работал в Киеве. Получил громкую известность после убийства им из ревности в 1899 году актера Николая Рощина-Инсарова, у которого был артистический роман с его женой, признался в преступлении, судебная экспертиза признала Малова невменяемым и не ответственным за совершенное в «патологическом аффекте» преступление. Жена с двумя детьми его оставила, взяв развод. «Человека, которого знала и любила вся Россия, убил какой-то господин Малов», — писал об этом деле В. М. Дорошевич.
Уехал в Полтаву, преподавал рисование и черчение в земском ремесленном училище, был наблюдающим за художественным направлением училищных мастерских, снова женился. Затем перебрался в Тулу, где в 1903 году создал художественно-ремесленную учебную мастерскую, став её директором. Мастерская, уставная цель которой была «сообщать учащимся в ней художественные познания и технические приёмы, необходимые для работника по обработке металлов», находилась в бывшем здании кустарно-промышленного музея, на Киевской улице. Учебная программа включала общеобразовательные, специальные дисциплины (рисование, черчение и лепка) и занятия в мастерской.; 1 марта 1909 года в мастерской произошёл сильный пожар. Потрясённый Малов уехал лечиться от туберкулёза в Ялту, где вскоре и скончался.

## В культуре
Малов — герой очерка М. Горького «Убийцы» (первая публ. 1926):

«Ещё более противен был художник М., убивший известного артиста сцены Рощина-Инсарова. Он выстрелил Инсарову в затылок, когда артист умывался. Убийцу судили, но, кажется, он был оправдан или понёс лёгкое наказание. В начале девятисотых годов он был свободен и собирался приложить свои знания художника в области крестьянских кустарных промыслов, кажется, к гончарному делу. Кто-то привёл его ко мне. Стоя в комнате моего сына, я наблюдал, как солидно, неторопливо раздевается в прихожей какой-то брюнет, явно довольный жизнью. Стоя перед зеркалом, он сначала причесал волосы головы гладко и придал лицу выражение мечтательной задумчивости. Но это не удовлетворило его, он растрепал прическу, сдвинул брови, опустил углы губ, — получилось лицо скорбное. Здороваясь со мною, он уже имел третье лицо — лицо мальчика, который, помня, что он вчера нашалил, считает однако, что наказан свыше меры, и поэтому требует особенно усиленного внимания к себе». Малов предложил Горькому написать роман о своём преступлении. «- Всего мучительнее для меня был газетный шум. Писали так много. Вот, посмотрите! — Он вынул из бокового кармана толстенькую книжку, в ней были аккуратно наклеены вырезки из газет. — Не хотите ли воспользоваться? — предложил он. — Убийство из ревности — тема для очень хорошего романа. — Я сказал, что не умею писать очень хороших романов»— Горький А. М. Соч. (1968—1976), т. XVIII. С. 29-31.
.

## Сочинения
- О современном состоянии художественно-слесарного дела за границей по сравнении с таковым в России : (Докл., чит. преп. Полт. зем. ремесл. уч-ща А. К. Маловым в заседании Ком. О-ва для содействия и развития кустар. пром-сти в Тул. губ. 28 окт. 1902 г.). [Тула] : тип. Губ. правл., ценз. 1902. 12 с.